# Balena amb bec de True
La balena amb bec de True o zífid de True (Mesoplodon mirus) és una espècie relativament convencional de cetaci Mesoplodon. L'espècie va ser descrita per primera vegada el 1913 per Frederick W. True, antic conservador del Museu Nacional dels Estats Units (actualment la Smithsonian Institution), a partir d'una femella adulta que s'havia encallat a la riba exterior de Bird Island Shoal, Beaufort Harbour, Carolina del Nord, el juliol de 1912. El seu nom és un reconeixement al seu descobridor.

## Morfologia

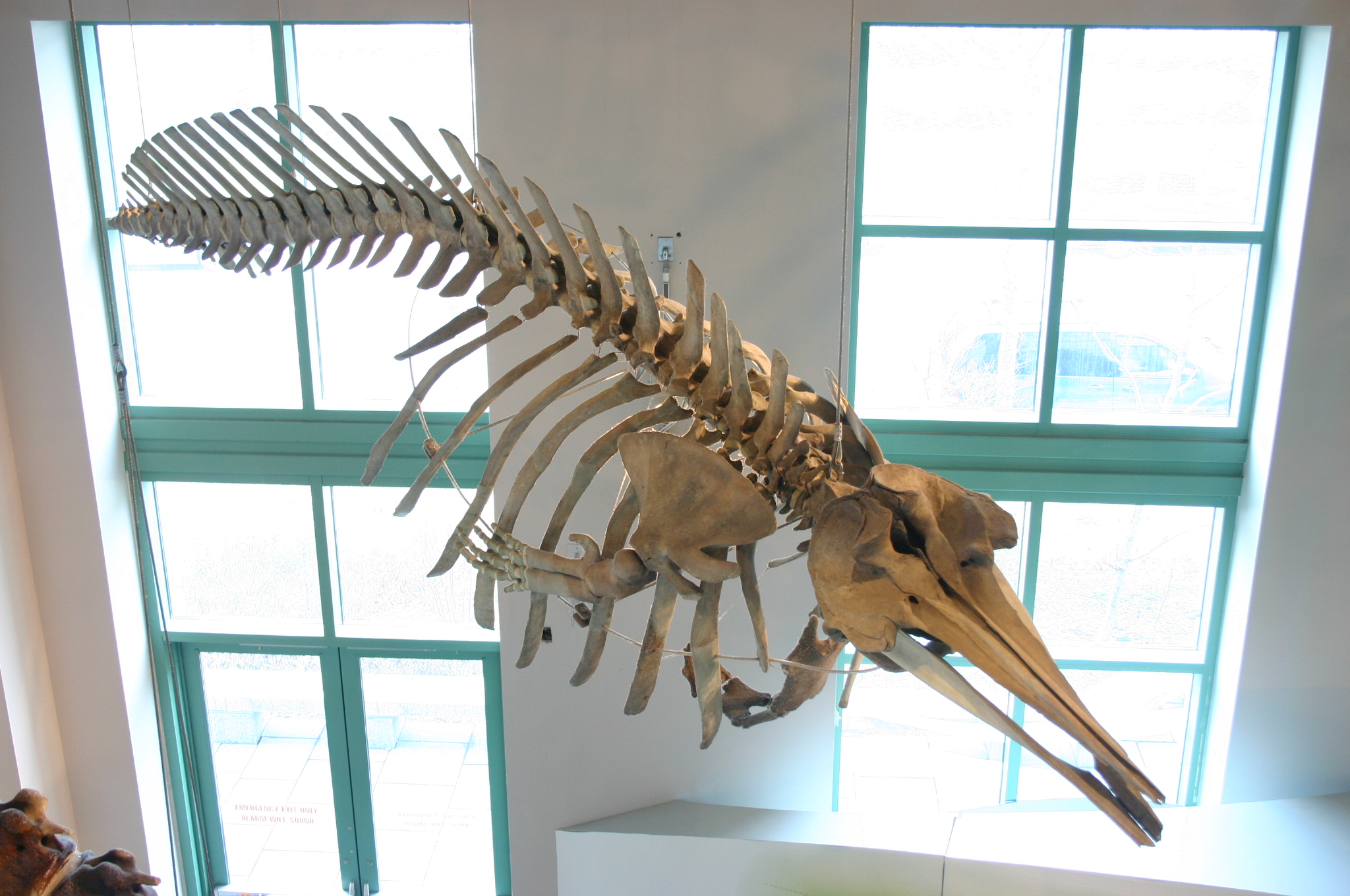
Esquelet d'una balena amb bec de True al Museu de Ciències Naturals de Carolina del Nord a Raleigh (Carolina del Nord).

Aquesta balena té un cos mesoplodont normal, excepte que és rodona al mig i es va estrenyent cap als extrems. Les dues dents distintives dels mascles són petites i col·locades a l'extrem del bec (no obstant això, s'han registrat dents addicionals). El cap és més aviat bulbós i porta a un bec curt. Hi ha un plec darrere del forat i una cresta dorsal aguda a la part posterior prop de l'aleta dorsal. La coloració és de gris a gris marronós a la part posterior, que és més clara per sota, i notablement més fosca als «llavis», al voltant de l'ull i prop de l'aleta dorsal. De vegades també hi ha una taca fosca entre el cap i l'aleta dorsal.
Una femella de l'hemisferi sud era de color negre blavós amb una zona blanca entre l'aleta dorsal i la cua, així com la mandíbula i la gola gris clar, així com taques negres. Un individu de les Illes Canàries tenia una zona de color blanc des del musell fins a l'espiral. Cicatrius de la lluita i els taurons estan presents als mascles. Aquesta espècie arriba als 53 metres (174 ft) amb les femelles que pesen 1,400 quilograms (3,100 lb) i els mascles pesen 1,010 quilograms (2,230 lb). Fan uns 22 metres (72 ft) de llarg quan neixen.

## Ecologia
S'han vist en grups reduïts, i es creu que són menjadors de calamars. La descripció més completa dels albiraments i encallaments en viu registrats, així com la primera imatge submarina, es va publicar en un article de 2017 a la revista d'accés obert PeerJ.
Hi ha dues poblacions separades, a l'oceà Atlàntic i a l'Índic (aquesta espècie és absent dels tròpics) i potser caldrà determinar-ne subespècies.